# Малджесо
Малджѐсо (на италиански: Malgesso; на ломбардски: Malgess, Малджес) е село и община в Северна Италия, провинция Варезе, регион Ломбардия. Разположено е на 291 m надморска височина. Населението на общината е 1302 души (към 2017 г.).